# Ristomta
Ristomta is een plaats in de gemeente Nynäshamn in het landschap Södermanland en de provincie Stockholms län in Zweden. De plaats heeft 88 inwoners (2005) en een oppervlakte van 10 hectare.